# تیانچیسور
تیانچیسور (نام علمی: Tianchisaurus) نام یک سرده از راسته پرنده‌کفلان است.